# Ce même Münchausen
Pour plus de détails, voir Fiche technique et Distribution.
Ce même Münchhausen (en russe : Тот самый Мюнхгаузен, Tot samy Munkhauzen) est un film de procès soviétique en deux épisodes réalisé par Mark Zakharov en 1979,. Le scénario adapté de la pièce de Grigori Gorine, Le plus honnête, raconte les aventures du Baron de Münchhausen,. Le film est produit par les studios Mosfilm.

## Résumé
En Allemagne en 1779, le baron de Münchhausen est perçu par d'autres comme un menteur vivant dans un monde imaginaire. Cependant, ses histoires ont une étrange tendance à devenir réalité. Les chasseurs d'un camp se moquent de l'histoire que le baron Münchhausen raconte à propos de lui chassant un cerf et le tirant avec un noyau de cerise mais soudain ils voient le noble animal avec un cerisier à la place des cornes apparaître des sous bois. Le baron dit fièrement qu'il est devenu célèbre non pas pour ses exploits mais pour le fait qu'il ne ment jamais. Il ne sait vraiment pas mentir et est écœuré à l'idée de mentir pour son profit personnel ou par politesse. Münchhausen vit dans un château avec une charmante fille appelée Martha. Ils songent depuis longtemps à se marier mais il y a un obstacle car il a déjà une femme. Dans sa jeunesse, ses parents ont arrangé son mariage avec Jacobine von Dunten pour des raisons purement finançière. Elle vit seule avec son fils adulte Theophilus, tandis que Münchhausen demande le divorce. Seul le duc peut donner la permission mais Jacobine et son amant Heinrich Ramkopf l'en empêchent fermement.
Des proches tentent de déclarer Münchhausen fou los d'un procès pour obtenir le droit de disposer de sa propriété. Il essaie toutes les alternatives mais tous les prêtres à qui il parle refusent d'organiser une cérémonie de mariage pour le couple. Un jour heureux, le duc, irritable après une querelle avec la duchesse, signe la demande de divorce de Münchhausen avec les mots Absolvez-les tous, absousez-les. Martha est contente mais elle a très peur que son copain ami une autre blague à l'audience du tribunal qui doit approuver le divorce. Et c'est ainsi qu'en signant les papiers du divorce, Münchhausen écrit la "date" au 32 mai car selon ses calculs il y a une erreur dans le calendrier et que cette année devrait avoir un jour supplémentaire. Mais personne ne se soucie de ses idées et de ses observations astronomiques, et tout le monde voit ses actions comme un autre acte de défi contre l'ordre public. Le tribunal, se trouvant insulté, refuse d'approuver le divorce. Un renoncement est exigé du Baron : il doit reconnaître que toutes ses histoires sont des fantasmes vides, il doit écrire qu'il renonce à tout ce qu'il a dit et écrit par écrit, point par point. Amis, serviteurs, Martha, tous persuadent Baron de se conformer. La déclaration de Martha devient la dernière goutte. Elle pose un ultimatum au baron : il doit choisir entre ses récits de rencontres avec William Shakespeare et Isaac Newton et elle. Baron renonce : il signe un renoncement et le soir même brûle tous ses manuscrits et quitte la pièce avec un fusil. Un coup de feu se fait entendre.
Trois ans passent après la mort officiellement constatée du Baron Münchhausen. De fauteur de troubles vivant, Baron se transforme en célébrité morte. Jakobina publie un livre intitulé "Aventures du baron". Ce ne sont pas seulement des souvenirs compilés de Baron; au lieu de cela, ils sont embellis et complétés par de pures fabrications. Ramkopf mène des excursions au château du baron et produit une justification scientifique de la possibilité de se soulever par les cheveux. Théophile tente en vain de répéter ses exploits : se soulever en l'air par les cheveux et battre des canards à travers une cheminée. Les gens chantent dans les restaurants et peignent des tableaux de Münchhausen. Il est proclamé « grand homme, incompris de ses contemporains », Ancien serviteur du baron, Thomas (l'un des rares à avoir soutenu le baron contre vents et marées) se rend chez le fleuriste de Müller et reconnaît son ancien maître chez le fleuriste. Il s'avère que le suicide et les funérailles qui ont suivi ont été mis en scène; après les funérailles, le baron a tout laissé aux héritiers officiels et est devenu fleuriste sous le nom de Müller. Ainsi, il a pu épouser Marthe et vivre avec elle. Mais la vie quotidienne a beaucoup changé le baron : de rêveur jovial, il est devenu un cynique maussade et économe ("Mes funérailles m'ont rapporté plus d'argent que toute ma vie antérieure.") Finalement, Martha le quitte parce qu'elle ne peut pas faire face à la métamorphose de son amant. Il décide de récupérer Martha et comprend que "pour la récupérer, il faut se ramener". Mais pour les habitants de la ville, le baron mort s'est transformé en légende et, sous sa forme vivante, personne n'a besoin d'autre que Martha et Thomas.
Une fois que le baron a fait part aux personnes qui sont au courant de son secret de sa décision de « ressusciter », le maire, qui était autrefois un ami proche du baron, le déclare un imposteur « pour la sécurité publique » et l'envoie en prison « pour déterminer sa véritable identité ». Le tribunal appelé à établir l'identité du baron continue sur le ton d'une pièce de théâtre bien organisée : l'une après l'autre ses anciennes connaissances, parents et amis refusent de l'accepter. Seule Martha refuse au dernier moment de jouer le rôle qui lui est prescrit et de ce fait la rencontre finit par être interrompue. Le dernier procès important se profile : le baron se voit proposer d'accepter qu'il est Müller ou de refaire son vol vers la lune sur un boulet de canon. "L'expérience d'investigation" se déroule le 32 mai 1783 dans une ambiance festive, toujours selon le plan. Martha, pleine de doutes, lit d'abord sa demande au duc de pardonner à son "mari anormal Müller", mais ne peut plus le supporter et l'avoue à sa bien-aimée : le canon était rempli de poudre à canon humide pour que le boulet de canon vole pendant plusieurs mètres puis pendant le grand éclat de rire tombaient dans l'herbe pour que l'escroquerie du baron soit considérée comme avérée. Une agitation générale survient lorsque le canon est rechargé avec la poudre à canon sèche apportée par Thomas car le public voulait juste se moquer du baron, pas le tuer. Il y a des tentatives pour convaincre le duc de prendre une décision selon laquelle l'identité du baron a été vérifiée et que son voyage sur la lune a été un succès. Le baron se voit proposer de "revenir de voyage" dans un éclat de gloire. La "joie générale" précédemment prévue commence presque inchangée, juste dans un contexte différent, elle devient une célébration de son retour.

Comme si de rien n'était, Jakobina dit qu'elle a voyagé sur la lune avec le baron et se prépare à publier un mémoire à ce sujet. Une suggestion est chuchotée au baron : "Rejoignez-nous vite." Munchausen en se précipitant d'une compagnie à l'autre, voyant partout les mêmes visages gais, trop amicaux et lunettes levées pour son voyage, entendant des appels : "Rejoignez-nous, Baron", remonte les remparts au canon et livre le monologue final :
Je comprends ton problème : tu es trop sérieux ! Un visage intelligent n'est pas un signe d'intelligence, messieurs. Toutes les conneries sur terre sont faites par des gens qui portent cette expression. Souriez, messieurs ! Sourire!
Baron donne des ordres pour le jour de son retour puis commence à gravir l'échelle de corde jusqu'à la bouche d'aération des canons. L'angle change et il s'avère que l'échelle est devenue très longue et qu'aucun canon n'est plus visible - le baron monte simplement les escaliers vers le ciel. La chanson thème de clôture joue.

## Fiche technique
- Titre : Ce même Münchhausen
- Titre original : Тот самый Мюнхгаузен, Tot samy Munkhauzen
- Réalisation : Mark Zakharov
- Assistant réalisateur : Léonide Tchertok (ru)
- Scénario : Grigori Gorine
- Directeur artistique : Gueorgui Kolganov (ru)
- Photographie : Vladimir Nakhabtsev (ru)
- Caméra : Serueï Armand
- Musique : Alexeï Rybnikov
- Textes des chansons : Iouri Entine (ru)
- Costumes : Natalia Firsova
- Son : Youri Rabinovitch (ru)
- Producteur exécutif : Lazare Milkis (ru)
- Société(s) de production : Mosfilm
- Pays d'origine : URSS
- Langue originale : russe
- Format : 35 mm - Mono - Couleur
- Genre : film fantastique, comédie dramatique
- Durée : 142 minutes
- Sortie : 1979

## Distribution
- Oleg Yankovski : Baron de Münchhausen
- Inna Tchourikova : Jacobine Münchhausen
- Alexandre Abdoulov : Heinrich Ramkopf
- Igor Kvacha : bourgmestre
- Elena Koreneva (ru) : Marta
- Leonid Bronevoï : le Duc
- Leonid Iarmolnik : Théophile, fils du Baron de Münchhausen
- Vladimir Dolinski (ru) : prêtre
- Youri Katine-Iartsev : Thomas
- Vsevolod Larionov : juge
- Semion Farada : commandant en chef
- Igor Iassoulovitch : secrétaire du Duc
- Lioubov Polichtchouk : petite Berta, la chanteuse
- Nina Palladina (ru) : conseillère du Duc
- Anatoli Skoriakine (ru) : épisode
- Grigori Gorine : homme de cour